# XM803
Танк XM803 со 152-мм пушкой-пусковой установкой (офиц. Tank, Gun-Launcher, 152mm, XM803, исходно MBT-70 Pilot II) — опытный американский основной боевой танк, созданный в начале 1970-х годов. XM803 стал результатом развития американских наработок по программе MBT-70 после прекращения работ над ней, и создавался как упрощённый и удешевлённый вариант MBT-70 в американском исполнении. Несмотря на это упрощение, XM803 сохранял большинство основных применённых на MBT-70 новшеств, таких как компоновка с размещением всего экипажа в башне, пушка-пусковая установка высокой баллистики с автоматом заряжания, гидропневматическая подвеска с изменяемым клиренсом.
В результате, несмотря на предпринятые меры, стоимость танка оказалась всё ещё неприемлемой для армии и работы по XM803 не вышли за постройку и испытания в 1971 году единственного прототипа. Окончательное решение об отказе от программы XM803 было принято в 1972 году, но работы по танку и его испытания тем не менее внесли свой вклад в следующую программу создания основного боевого танка, будущего M1.

## Задействованные структуры
В разработке основных узлов и агрегатов танка были задействованы следующие коммерческие структуры:
- Бронекорпус и башня — General Motors, Кливленд, Огайо; Милуоки, Висконсин (CPAF/CPFF)
- Двигатель — Teledyne Continental Motors, Детройт, Мичиган (CPFF)
- Трансмиссия — General Motors, Allison-Detroit Diesel Division, Индианаполис, Индиана (CPIF)
- Подвеска — National Waterlift Co., Каламазу, Мичиган (CPFF)

В скобках приводятся типы контрактов: CPAF — контракт с возмещением затрат и разовым вознаграждением; CPFF — контракт с возмещением затрат и фиксированным вознаграждением; CPIF — контракт с оплатой затрат по себестоимости и поощрительным вознаграждением.
Тот же самый набор подрядчиков был привлечён к работе над MBT-70 с американской стороны и все те же подрядчики были задействованы в программе модернизации и продления сроков эксплуатации танков семейства M60 (кроме Chrysler, которая штамповала корпуса и башни для всей серии M60), что свидетельствует о значительной доле преемственности между перечисленными танками.

### Сноски
1. ↑  Соответственно, полная и полезная мощность двигателя
2. ↑  Соответственно, по полной и полезной мощности двигателя